# Villanueva del Duque
Villanueva del Duque település Spanyolországban, Córdoba tartományban. Villanueva del Duque Alcaracejos, Espiel, Bélmez, Peñarroya-Pueblonuevo, Hinojosa del Duque, Fuente la Lancha és Villaralto községekkel határos. Lakosainak száma 1404 fő (2024).

## Népesség
A település népessége az elmúlt években az alábbi módon változott:
| Lakosok száma | 1786 | 1689 | 1666 | 1637 | 1646 | 1580 | 1520 | 1461 | 1451 | 1404 |
|               | 2001 | 2004 | 2006 | 2009 | 2011 | 2014 | 2016 | 2019 | 2021 | 2024 |